# Retouchering
Retouchering er en ændring af et fotografi for at rette fejl, tilføje eller fjerne detaljer eller for at at gøre billedet smukkere. Retouche sker især på reklamefotografier og på portrætter. Det var meget almindeligt at sløre rynker, poser under øjnene og lignende. Fotografier i reklamer eller brugervejledninger blev ofte retoucheret for at fremhæve detaljer, fjerne forstyrrende baggrunde for maskiner eller give blanke metaldele smukke reflekser. 

## Negativretouche
Retouchering kan ske allerede på det fotografiske negativ. Som regel begrænser man sig til at ”prikke” hvide pletter på negativet, forårsaget af fejl under fremkaldelsen, ud. 

## Positivretouche
Retouche på papiraftrykket af billedet giver større muligheder for rettelser og ændringer. Man kan fjerne hvide skygger fra støv eller lignende fejl ved forsigtigt at male over med bølgeformede streger med sort eller grå farve. Mørke fejl eller uønskede detaljer kan males over med dækhvidt eller den fotografiske emulsion kan helt eller delvist skrabes bort med en kniv. Finere retouchering kan ske ved at påføre farve med en airbrush. Herved var det forholdsvis enkelt at lave gradueringer af farven. Det er også muligt at slibe emulsionshinden bort på udvalgte steder ved en slags sandblæsning med en lille sprøjtepistol. Arbejdet udførtes af faguddannede retouchører. 

## Håndkolorering
En speciel form for retouche var farvelægning af sort-hvide fotografier for at fremkalde en illusion af et farvefotografi. Der anvendtes her særlige vandopløselige farver, der med en pensel kunne lægges på den fotografiske hinde og bandt sig til denne. 

## Fritskrabning
På reproduktionsanstalter kunne en kliche få fjernet en forstyrrende baggrund ved at man med en lille, håndholdt fræser fjernede dele af klicheens metal, så de ikke gav tryk på papiret. 

## Digital retouche
I dag sker retouchering mest med computerprogrammer som f.eks. Adobe Photoshop eller GIMP, der giver vide muligheder for at foretage ændringer på et billede og gør det muligt at omgøre ændringer, hvis disse ikke har haft den ønskede virkning.